# Ficus gracilis
Ficus gracilis là một loài ốc biển, là động vật thân mềm chân bụng sống ở biển trong họ Ficidae.